# مايكل كوك
مايكل كوك (بالإنجليزية: Michael Cook)‏ هو لاعب اتحاد الرغبي أسترالي، ولد في 23 أبريل 1962 في ملبورن في أستراليا.

## وصلات خارجية
- مايكل كوك عل موقع إسبنسكروم (الإنجليزية)
- مايكل كوك على موقع ItsRugby.co.uk (الإنجليزية)